# Leiningen-Leiningen
Leiningen-Leiningen és el nom del comtat sorgit el 1317 per la divisió dels comtats de Leiningen i Dagsburg.
Fou erigit en landgraviat de Leiningen-Leiningen el 1328, El 1444 fou reconegut príncep landgrave però es va extingir la línia del 1467, i una bona part del patrimoni va passar a la casa de comtes de Westerburg.

## Comtes de Leiningen-Leiningen i landgraves de Leiningen-Leiningen
- Frederic V (Landgrave 1328)1317-1328
- Frederic VI 1328-1335
- Frederic VII 1335-1398
- Frederic VIII 1398-1437
- Hesso 1437-1467
- Frederic IX 1437-1449